# نگهبان (پیشتازان فضا: وویجر)
نگهبان (انگلیسی: Caretaker) نام قسمت آغازین مجموعهٔ تلویزیونی علمی‌تخیلی آمریکایی پیشتازان فضا: وویجر است. این قسمت نخستین‌بار در ۱۶ ژانویهٔ ۱۹۹۵ به‌صورت اپیزودی دو ساعته در شبکهٔ نوپای یوپی‌ان پخش شد. بعدها در پخش همگانی به دو قسمت تقریباً ۴۵ دقیقه‌ای تقسیم شد، ولی در نسخهٔ دی‌وی‌دی و سرویس‌های پخش آنلاین به‌صورت نسخهٔ اصلی یک‌پارچه عرضه گردید. داستان مجموعه در سدهٔ ۲۴ میلادی رخ می‌دهد و ماجراهای خدمهٔ اخترناوگان و ماکی‌ها را در سفینهٔ یواس‌اس وویجر دنبال می‌کند، پس از آن‌که در ربع دلتا گرفتار می‌شوند و از باقی فدراسیون متحد سیارات فاصله می‌گیرند.
این قسمت هنگام پخش اولیه در سال ۱۹۹۵ توسط ۲۱٫۳ میلیون بیننده تماشا شد. «نگهبان» برندهٔ دو جایزهٔ امی شد و سرآغاز مجموعه‌ای بود که به‌مدت هفت فصل تا سال ۲۰۰۱ ادامه یافت.

## پخش اولیه و شبکهٔ یوپی‌ان
«نگهبان» در تاریخ ۱۶ ژانویهٔ ۱۹۹۵ از شبکهٔ یونایتد پارامونت نتورک (یوپی‌ان) پخش شد. این اپیزود در قالب نمایشی ۹۰ دقیقه‌ای پخش شد، اگرچه در نسخه‌های بعدی به دو قسمت مستقل تقسیم گردید. «نگهبان» به‌عنوان آغاز فعالیت شبکهٔ جدید پارامونت، یعنی یوپی‌ان، عمل کرد. این قسمت در ساعت ۸ تا ۱۰ شب به‌وقت شرق آمریکا در روز دوشنبه پخش شد؛ هرچند که در همهٔ مناطق در همان زمان پخش نشد، چراکه پوشش شبکه در بازارهای کوچک‌تر عمدتاً از طریق وابستگی‌های فرعی انجام می‌شد و برنامه‌های یوپی‌ان با تأخیر نسبت به شبکهٔ اصلی آن منطقه پخش می‌شدند. برای نمونه، ایستگاه KDNL در سنت‌لوئیس این قسمت را با ۲٫۵ ساعت تأخیر (در ساعت ۹:۳۰ شب به‌وقت مرکز) پس از برنامه‌های شبکهٔ فاکس پخش کرد. در برخی بازارها مانند نیویورک، «نگهبان» هم‌زمان با بازپخش مجموعه‌های دیگر پیشتازان فضا از شبکه‌های دیگر پخش شد.

## داستان

### پیش‌زمینه
مجموعهٔ «پیشتازان فضا» مجموعه‌ای علمی‌-تخیلی است که دربارهٔ ماجراجویی‌های فضایی انسان‌ها و موجودات دیگر در آینده‌ای دور روایت می‌کند؛ زمانی که «فدراسیون متحد سیارات» به‌عنوان اتحادی میان چندین نژاد کهکشانی، از جمله انسان‌ها، برای گسترش صلح و دانش در کیهان فعالیت می‌کند. در این جهان، سفرهای میان‌ستاره‌ای، تماس با تمدن‌های بیگانه و درگیری‌های سیاسی و نظامی میان قدرت‌های مختلف از جمله موضوعات اصلی داستان‌اند.
در این مقدمه، اشاره می‌شود به یکی از این گروه‌های بیگانه به نام «کارداسی‌ها» و همچنین به گروهی از شورشیان به نام «ماکی‌ها» که از وضعیت سیاسی جدید رضایت ندارند. این ماجراها در یکی از مجموعه‌های فرعی پیشتازان فضا به نام وویجر روایت می‌شود.
گفتاورد:
در پی نارضایتی از پیمانی جدید، مهاجران فدراسیون در امتداد مرز کارداسیا متحد شده‌اند.
آن‌ها خود را «ماکی» می‌نامند و به مبارزه با کارداسی‌ها ادامه می‌دهند.
برخی آن‌ها را قهرمان می‌دانند، اما نزد دولت‌های فدراسیون و کارداسیا، آن‌ها یاغی‌اند.

### مشروح داستان
در آغاز این قسمت، داستان، روابط میان کارداسی‌ها و فدراسیون متحد سیارات با شورشیان ماکی را معرفی می‌کند. صحنهٔ آغازین، تعقیب یک فضاپیمای کوچک ماکی توسط کارداسی‌ها را نشان می‌دهد که در نهایت وارد منطقهٔ پرآشوب بدبوم‌ها (بدلندز) می‌شود. یک طوفان پلاسما به فضاپیمای کارداسی آسیب می‌زند و کشتی ماکی توسط موج جابجایی گرفتار می‌شود.
در زمین، کاپیتان کترین جین‌وی از فدراسیون با عضوی پیشین از اخترناوگان و اکنون عضو زندانی ماکی، یعنی تام پاریس، تماس می‌گیرد تا در یافتن کشتی گم‌شدهٔ ماکی کمک کند. جینووی به‌دنبال توواک، افسر امنیتی‌اش که مأمور نفوذی در کشتی ماکی بوده است، می‌گردد. پس از ترک ایستگاه فضایی دیپ اسپیس ناین، وویجر وارد بدبوم‌ها می‌شود، جایی که توسط پرتو «تتریون منسجم» اسکن می‌شود، پیش از آنکه موج جابجایی به آن برخورد کرده و سامانه‌هایش را مختل کند.
خدمهٔ کشتی پس از بازیابی، خود را در ربع دلتا، در فاصله‌ای بیش از ۷۰٬۰۰۰ سال نوری از فضای تحت کنترل فدراسیون می‌یابند. تلفات شامل افسر دوم، افسر هدایت، مهندس ارشد و تیم پزشکی ناو وویجر هستند. پزشک اضطراری هولوگرافیک برای درمان مجروحان فعال می‌شود. پیش از آنکه خدمه بتوانند موقعیت خود را مشخص کنند، به شبیه‌سازی‌ای هولوگرافیکی در درون مجموعه‌ای فضایی منتقل می‌شوند که توسط موجودی به نام «نگهبان» (Caretaker) کنترل می‌شود. خدمهٔ وویجر با تشخیص جعلی بودن شبیه‌سازی، متوجه می‌شوند که خدمهٔ بیهوش کشتی ماکی نیز در حال تحمل آزمایش‌های پزشکی عجیبی هستند. خدمهٔ وویجر نیز تحت همان آزمایش‌ها قرار می‌گیرند. سپس، هر دو گروه در کشتی‌های خود بیدار می‌شوند و درمی‌یابند که هر کدام یک عضو خدمه را از دست داده‌اند: هری کیم از وویجر و بلانا تورس از گروه ماکی.
تلاش‌ها برای مذاکره با نگهبان بی‌نتیجه است، چرا که او می‌گوید «زمانی باقی نمانده». کاپیتان جین‌وی به رهبر گروه ماکی، چاکوتی ــ که یک افسر سابق ناوگان فضایی است ــ پیشنهاد همکاری برای یافتن اعضای مفقود و بازگشت به ربع آلفا را می‌دهد.
دو کشتی رد پالس‌های انرژی صادره از آن مجموعه را تا سیاره‌ای نزدیک دنبال می‌کنند. در مسیر، با نیلیکس، تاجری فضایی، مواجه می‌شوند که در ازای آب و نجات همراهش، کِس از نژاد اوکامپا، از دست کِیزان‌های‌ خشن ساکن سطح سیاره، مایل به کمک است. مردم کس در مجتمع‌هایی زیرزمینی زندگی می‌کنند که نگهبان آن‌ها را با انرژی و ملزومات دیگر تأمین می‌کند. تنها انتظارش این است که آنان از موجوداتی که به آنجا فرستاده می‌شوند ــ که همگی از بیماری‌های لاعلاج رنج می‌برند ــ مراقبت کنند. در حالی که خدمهٔ دو کشتی در حال برنامه‌ریزی برای نجات کیم و تورس هستند، نگهبان آرایش مجموعه را دوباره تنظیم کرده و پالس‌های انرژی بیشتری ارسال می‌کند. توواک، رئیس امنیت ولکان‌ها، نتیجه می‌گیرد که نگهبان در حال مرگ است و در تلاش است تا با مهروموم کردن مجتمع زیرزمینی، از مردم اوکامپا محافظت کند؛ هرچند منابعشان در نهایت پایان خواهد یافت. با گذر زمان، یک گروه ترکیبی از دو کشتی با نفوذ به سپرهای حفاظتی مجتمع، کیم و تورس را نجات می‌دهند.
بار دیگر خدمه از نگهبان می‌خواهند آن‌ها را به ربع آلفا بازگرداند. نگهبان فاش می‌کند که عضوی از نژادی بیگانه و کهن بوده که فناوری آن‌ها به‌طور تصادفی جو سیارهٔ اوکامپا را نابود کرده و آن را غیرقابل سکونت ساخته است. او برای جبران، همراه با یکی دیگر از نژادش، مسئولیت مراقبت از اوکامپایی‌ها را بر عهده گرفته‌اند. همراهش مدت‌ها پیش آنجا را ترک کرده، و نگهبان با آزمایش روی گونه‌های مختلف از بخش‌های دور کهکشان، در جستجوی یافتن جفتی سازگار برای تولیدمثل و انتقال مسئولیت خود به فرزندش بوده است. در واپسین لحظات عمر، او فرایند خود تخریبی مجموعه را فعال می‌کند تا فناوری آن به دست کیزان نیفتد. هنگام مرگ نگهبان، کشتی‌ها مورد حملهٔ ناوگان کیزان قرار می‌گیرند. جین‌وی و چاکوتی برای دفاع از مجموعه ضدحمله‌ای هماهنگ می‌کنند؛ چاکوتی برای نابود کردن یکی از کشتی‌های کیزان، کشتی خود را قربانی می‌کند، اما آسیب وارده به مجموعه باعث ناتمام ماندن فرایند خود تخریبی می‌شود. جین‌وی تصمیم می‌گیرد به خواستهٔ نگهبان احترام بگذارد و فرمان نابودی مجموعه را صادر می‌کند، با اینکه این مجموعه تنها فرصت آن‌ها برای بازگشت به خانه بود. با نابودی آن، کیزان‌ها عقب‌نشینی می‌کنند و رهبرشان به جین‌وی هشدار می‌دهد که او اکنون برایشان دشمن است.
با آغاز سفر ۷۵ سالهٔ وویجر به سوی ربع آلفا، جین‌وی اعضای ماکی را در خدمهٔ ناوگان فضایی ادغام می‌کند و چاکوتی را به‌عنوان معاون فرمانده منصوب می‌کند. همچنین، جین‌وی به تام پریس یک درجه افتخاری با عنوان ستوان دوم اعطا می‌کند و وظیفهٔ هدایت کشتی را به او می‌سپارد. نیلیکس و کس نیز به‌عنوان راهنمای سفر به خدمه می‌پیوندند.

## بازیگران

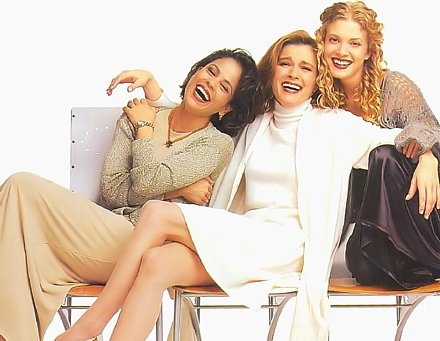
بازیگران زن وویجر؛ کیت مولگرو (جین‌وی)، روکسان داوسن (تورِس) و جنیفر لین (کس) در سال ۱۹۹۵

با توجه به ماهیت داستان، از قسمت سوم به بعد مجموعه با ترکیب متفاوتی از خدمه ادامه می‌یابد:
شخصیت‌های اصلی پل فرماندهی در قسمت «نگهبان» از «وویجر» :
- کاپیتان Kathryn Janeway (کیت مولگرو)، فرماندهٔ فضاپیمای USS Voyager
- سرهنگ دوم Cavit (اسکات جِک) [[[۷]]]، افسر اول وویجر هنگام عزیمت از ایستگاه فضایی دیپ اسپیس ناین
- ستوان استادی (آلیسیا کوپولا)، افسر هدایت بتازوید
- ناوبان هری کیم (گرت وانگ)، افسر عملیات
- تام پریس (رابرت دانکن مک‌نیل)، ناظر و مشاور گروه ماکی
- ستوان توواک (تیم راس)، رئیس امنیت و افسر تاکتیکی وویجر که در کشتی ماکی Val Jean به‌عنوان جاسوس حضور دارد

در این قسمت، یک پزشک ارشد بدون نام (مردی انسان‌تبار)، یک پرستار زن ولکان بی‌نام، و یک مهندس ارشد کاملاً دیده‌نشده نیز حضور دارند. با پیشرفت داستان، شخصیت‌های بیشتری معرفی می‌شوند.
کوآرک نیز در این قسمت صحنه‌ای دارد؛ او از شخصیت‌های اصلی مجموعهٔ Star Trek: Deep Space Nine است که هم‌زمان با Star Trek: Voyager در حال تولید بود. تا پایان قسمت، چندین شخصیت اصلی برای «وویجر» معرفی می‌شوند، از جمله نیلیکس و کِس. همچنین در آغاز قسمت، Chakotay, تورِس و توواک در فضاپیمای Val Jean معرفی می‌شوند و چندین شخصیت دیگر نظیر استادی و کاویت که معرفی شده بودند، از دست می‌روند. با انتقال فضاپیما به ربع دلتا، ارتباط آن‌ها با Deep Space Nine و اخترناوگان نیز در آن زمان قطع می‌شود.

## تولید
فیلم‌برداری در تاریخ ۶ سپتامبر ۱۹۹۴ با صحنه‌هایی که در Deep Space Nine جریان داشت آغاز شد. صحنه‌های مربوط به ژنویو بوژو، نخستین بازیگری که برای ایفای نقش کاپیتان نیکول جین‌وی انتخاب شده بود، در تاریخ‌های ۷ و ۸ سپتامبر فیلم‌برداری شد. گفته می‌شود که بوژو و کارگردان Winrich Kolbe بر سر نحوهٔ بازی بوژو اختلاف نظر داشتند: بوژو بر اجرای نقشی آرام‌تر از آنچه کولبه می‌خواست، اصرار داشت. او در دومین روز فیلم‌برداری پروژه را ترک کرد و تولید تا ۱۲ سپتامبر متوقف شد، زمانی که فیلم‌برداری صحنه‌هایی که در آن‌ها جین‌وی حضور نداشت، از سر گرفته شد. بازیگرانی که به‌عنوان جانشینان احتمالی بوژو گزارش شدند، شامل جوانا کسیدی، Susan Gibney, Elizabeth Dennehy، تریسی اسکاگینز و لیندسی کروس بودند. کیت مولگرو از میان چهار بازیگری که از دور نخست آزمون انتخاب بازیگر دعوت به بازگشت شده بودند، برای ایفای نقش کاپیتان کترین جین‌وی انتخاب شد و فیلم‌برداری صحنه‌های او از ۱۹ سپتامبر آغاز شد. چند صحنه از بازی بوژو در بخش‌های ویژهٔ دی‌وی‌دی فصل اول قابل مشاهده است.
فیلم‌برداری قسمت «نگهبان» ۳۱ روز طول کشید و در چندین لوکیشن مختلف انجام شد. تولید این قسمت یکی از پرهزینه‌ترین‌ها در تاریخ تلویزیون باقی مانده و گفته می‌شود هزینه‌ای بالغ بر ۲۳ میلیون دلار داشته است.
این مجموعه شباهت‌هایی با اندرومدای جین رادنبری دارد که آن هم شامل یک هولوگرام، یک سفینهٔ فضایی منتقل‌شده از طریق اختلال فضازمانی به چشم‌اندازی بیگانه، و کشته‌شدن افسران ارشد پل فرماندهی و جایگزینی آن‌ها با گروهی ناهمگون است. صحنه‌های آزمایش‌های پزشکی در مجموعه، ادای احترامی به فیلم سال ۱۹۷۸ بوژو با عنوان کما (فیلم ۱۹۷۸) هستند، و صحنهٔ آغازین این قسمت ــ که شامل نوشتار متحرک و دنبال‌شدن یک فضاپیمای کوچک توسط یک فضاپیمای بزرگ‌تر است ــ بازتابی از آغاز فیلم جنگ ستارگان به‌شمار می‌آید.
بخش طراحی هنری «وویجر» در ساختمان Dreier در استودیوهای پارامونت مستقر بود.

### مدل جلوه‌های ویژه
در اواخر اکتبر ۱۹۹۴، مدل فضاپیمای یواس‌اس «وویجر» به شرکت Image G تحویل داده شد، که کار تصویربرداری با کنترل حرکتی مدل برای صحنه‌های جلوه‌های ویژه را انجام داد. این مدل توسط تونی ماینگر به Image G تحویل داده شد؛ شرکتی که همچنین تصویربرداری کنترل‌شده برای مجموعهٔ نگهبان، کشتی ماکی و کشتی فضایی کیزان را نیز انجام داده است. با اینکه برنامهٔ تولید بسیار فشرده بود، صحنه‌های ویژهٔ مربوط به «وویجر» برای قسمت‌های «نگهبان» و همچنین «دیدگشت» (پارالاکس) در آن زمان نیازمند آماده‌سازی بودند.

### صحنه‌ها
بسیاری از صحنه‌های اصلی سریال در استیج ۸ و استیج ۹ استودیوهای پارامونت ساخته شده بودند.
نمونه‌ای از پیچیدگی برخی صحنه‌ها، پل فرماندهی فضاپیمای «وویجر» است. این پل شامل یازده نمایشگر در سه اندازهٔ متفاوت بود که گرافیک‌های ویژه‌ای روی آن‌ها نمایش داده می‌شد، بسته به اینکه چه صحنه‌ای فیلم‌برداری می‌شد. به‌عنوان نمونه، در صحنه‌ای با وضعیت «هشدار قرمز»، گرافیک‌های ویدئویی مناسب باید به‌موقع روی نمایشگر ظاهر می‌شدند. این گرافیک‌ها توسط تیمی طراحی می‌شدند که هم به تصاویر ثابت و هم به ویدئو نیاز داشتند. ویدئوها روی نوار ویدئویی ضبط می‌شدند تا در لحظهٔ مناسب ــ مثلاً وقتی بازیگری به نمایشگر نگاه می‌کرد ــ پخش شوند. برای قسمت «نگهبان»، به‌دلیل تغییرات و برداشت‌های مجدد، مهلت‌های بسیار فشرده‌ای برای آماده‌سازی گرافیک‌ها وجود داشت که اغلب با بحث‌های تیمی همراه بود.

## جوایز
قسمت «نگهبان» دو جایزهٔ جوایز امی دریافت کرد: یکی برای «دستاورد برجستهٔ فردی در موسیقی عنوان‌بندی اصلی» و دیگری برای «دستاورد برجستهٔ فردی در جلوه‌های ویژهٔ تصویری».

## بازخورد
ورایتی قسمت «نگهبان» را آغازی شایسته برای یک سریال «پیشتازان فضا» توصیف کرد، آن را «تأثیرگذار» خواند و طراحی فضاپیمای «وویجر» از کلاس Intrepid را ستود.
در حالی که «نگهبان» موفق شد شخصیت‌ها و وضعیت پیچیدهٔ آن‌ها را به خوبی معرفی کند، برخی نقدهای هم‌زمان به‌سرعت و غیرقابل‌باور بودن ادغام دو خدمهٔ متفاوت اشاره کردند، و همچنین به جا ماندن برخی نکات بی‌پاسخ در داستان، مانند نحوهٔ آشنایی نیلیکس و کِس یا چگونگی درمان کیم و تورس اشاره داشتند.
در ماه‌های منتهی به پخش سریال، منتقدان پیشاپیش به تنوع نژادی و فرهنگی شخصیت‌ها در مجموعه و برای نخستین بار در تاریخ «پیشتازان فضا»، به حضور یک ناخدای زن به‌عنوان شخصیت اصلی اشاره کرده بودند.
این انتخاب، ادای احترامی بود به نگاه برابرگرایانهٔ جین رادنبری نسبت به آینده؛ همان‌گونه که او در اپیزود آزمایشی سال ۱۹۶۵ با عنوان "The Cage" شخصیت نفر دوم زن را در مقام معاون فرمانده Enterprise گنجانده بود.
بازیگر آن نقش، Majel Barrett (که بعداً با رادنبری ازدواج کرد)، همچنین صدای رایانهٔ داخلی کشتی را در چندین مجموعهٔ «پیشتازان فضا» از جمله «وویجر» اجرا کرد.
با اینکه قسمت آغازین دو ساعتهٔ «نگهبان» بیش از ۲۱٫۳ میلیون بیننده داشت، این تعداد کمتر از میزان بینندگان قسمت پایانی سریال هفت‌سالهٔ The Next Generation بود که سال پیش از آن با بیش از ۳۰ میلیون بیننده به پایان رسیده بود. با وجود افت تدریجی بینندگان، «وویجر» موفق شد هفت فصل ادامه یابد. مانند Deep Space Nine، این مجموعه نیز همواره بینندگانی کمتر از The Next Generation داشت، اما در گسترش فرنچایز «پیشتازان فضا» موفق عمل کرد و به نیاز روزافزون مخاطبان دههٔ ۹۰ برای این سری مجموعه پاسخ داد.
آلیسیا کاپالا، بازیگر نقش ستوان «استادی» در بخش آغازین قسمت، در سال ۲۰۰۰ این نقش را «نقشی عالی» توصیف کرد.
در سال ۲۰۱۲، دن آو گیک قسمت «نگهبان» را در رتبهٔ ۸۴ برترین قسمت‌های این مجموعه قرار داد.
در سال ۲۰۱۵، راهنمای تماشای پی‌درپی Star Trek: Voyager توسط وایرد پیشنهاد کرد که این قسمت را نمی‌توان نادیده گرفت.
در سال ۲۰۱۶، 'هالیوود ریپورتر این قسمت را جزو ۱۰۰ قسمت برتر کل فرنچایز «پیشتازان فضا» قرار داد و به شباهتش با دنیای پیشتازان فضا: نسل بعدی اشاره کرد، جایی که Enterprise اغلب به نقاط دورافتاده‌ای منتقل می‌شد که خدمه باید از آن فرار می‌کردند. دو نمونهٔ این وضعیت در قسمت‌های "Where No One Has Gone Before" و "The Price" دیده می‌شود که در دومی، یک فضاپیما در ربع دلتا گرفتار می‌شود ــ همانند «وویجر». در قسمت "False Profits" از فصل سوم، «وویجر» با شخصیت‌های همان قسمت روبه‌رو می‌شود.
هالیوود ریپورتر همچنین در همان سال، «نگهبان» را به‌عنوان هشتاد و چهارمین قسمت برتر همهٔ سریال‌های «پیشتازان فضا» انتخاب کرد.
در رتبه‌بندی دیگری در همان سال، این قسمت را چهاردهمین قسمت برتر «وویجر» دانست و نوشت: «این قسمت آغازین وعدهٔ ارائهٔ نوعی از «پیشتازان فضا» را می‌داد که پیش از آن دیده نشده بود»، اما به ارتباط آن با The Next Generation نیز اشاره کرد.
سای فای در سال ۲۰۱۶ این قسمت را چهارمین قسمت برتر در میان شش قسمت آغازین اصلی از سریال‌های «پیشتازان فضا» دانست. این رسانه، پردازش شخصیت‌ها و تنش در پردهٔ اول را تحسین کرد، اما به برخی اشکالات داستانی و علمی نیز اشاره داشت.
در سال ۲۰۱۷، دن آو گیک این قسمت را یکی از پنجاه قسمت برتر تمام فرنچایز «پیشتازان فضا» معرفی کرد و نوشت که این قسمت به‌عنوان آغازگر مجموعه‌ای تازه، نقطهٔ عطفی محسوب می‌شود.
گیم‌اسپات نیز در سال ۲۰۱۷ این قسمت را سومین قسمت آغازین برتر در میان همهٔ سریال‌های «پیشتازان فضا» رتبه‌بندی کرد.
در سال ۲۰۱۹، 'اسکرین رنت «نگهبان» را یکی از پنج قسمت برتر «وویجر» دانست و به معرفی شخصیت‌ها، داستان هیجان‌انگیز و توقف کوتاه در ایستگاه Deep Space Nine اشاره کرد.
آی‌او۹ نیز در سال ۲۰۲۰ این قسمت دو بخشی را جزو قسمت‌های «ضروری برای تماشا» در فصل اول «وویجر» برشمرد.
تور در همان سال این قسمت را پنج از ده امتیاز داد و نوشت که در حالی که معرفی خوبی از مجموعه دارد، برخی جزئیات به درستی پرداخت نشده‌اند.
سای فای نیز در همان سال این قسمت را در رتبهٔ پانزدهم از میان قسمت‌های برتر «وویجر» قرار داد.

## پخش
قسمت «نگهبان» پس از نخستین پخش در سال ۱۹۹۵، چندین بار بر روی سیستم ویدئوی خانگی در بازارهای مختلف منتشر شد. نخستین نسخهٔ VHS این قسمت در بریتانیا، در ژوئن ۱۹۹۵ توسط شرکت CIC منتشر شد.
در دههٔ ۲۰۱۰، تلاش‌هایی در برخی دانشگاه‌ها برای حفظ و بایگانی نوارهای ویدیویی صورت گرفت، چرا که ثبت تاریخچهٔ VHS با دشواری‌هایی همراه بود.
«نگهبان» همچنین در مجموعه‌هایی مانند The Four Beginnings بر روی نوار VHS منتشر شد که شامل قسمت‌های نخست سریال‌های TOS, TNG, DS9 و «وویجر» بود.
در آوریل ۱۹۹۶، این قسمت در قالب مجموعهٔ The Pilots بر روی لیزردیسک با فرمت پال در بریتانیا منتشر شد.
این مجموعه شامل نسخهٔ رنگی The Cage, "Where No Man Has Gone Before", "Encounter at Farpoint", "Emissary" و «نگهبان» بود که در مجموع ۳۷۹ دقیقه زمان داشت.
«نگهبان» در تاریخ ۴ آوریل ۲۰۰۰ روی نوار سیستم ویدئوی خانگی منتشر شد و سپس در سال‌های ۲۰۰۴ و ۲۰۱۷ در قالب مجموعهٔ DVD فصل اول «وویجر» به همراه کل مجموعه عرضه شد.
آلبوم موسیقی این قسمت، شامل آثار جی چاتاوی و جری گلدسمیت، در تاریخ ۱۷ اکتبر ۱۹۹۵ بر روی دیسک فشرده منتشر شد.
این نسخه همچنین دارای بروشوری حاوی اطلاعاتی دربارهٔ آهنگسازان و موسیقی قسمت «نگهبان» است.
در تاریخ ۴ مارس ۲۰۲۱، هم‌زمان با راه‌اندازی سرویس پخش آنلاین پارامونت پلاس، یک پخش زندهٔ یک‌روزه از قسمت‌های آغازین سریال‌های مختلف «پیشتازان فضا»، از جمله «نگهبان»، در یوتیوب برگزار شد.
این پخش زنده از ساعت ۷ صبح به وقت اقیانوس آرام / ۱۰ صبح به وقت شرق آمریکا آغاز شد و قسمت‌ها به‌ترتیب زمان انتشار پخش شدند. قسمت «نگهبان» میان اپیزودهای "Emissary" و "Broken Bow" نمایش داده شد.

## رمان
اقتباس داستانی از «نگهبان» در قالب یک رمان ۲۷۸ صفحه‌ای و همچنین به صورت کتاب صوتی در سال ۱۹۹۵ توسط سایمون اند شوستر منتشر شد.
نسخهٔ رمان‌نویسی‌شده توسط L.A. Graf نوشته شده است.